# Marius Burokas
Marius Burokas (ur. 30 kwietnia 1977 w Wilnie) – litewski poeta, krytyk literacki i tłumacz z języka angielskiego.
Ukończył studia na wydziale literatury litewskiej na Uniwersytecie Wileńskim. W 2001 roku był stypendystą Iowa International Writing Program na Uniwersytecie Iowa (USA).
Jego wiersze ukazują się w prasie litewskiej i zagranicznej (m.in. fińskiej i rosyjskiej). Pierwszy zbiór poetycki Ideograms opublikował w 1999 w Wilnie. W roku 2005 ukazał się jego drugi tomik wierszy – Būsenos (Stany).
Tłumaczy na litewski głównie amerykańskich pisarzy i poetów, między innymi takich autorów jak Charles Bukowski, Charles Simic, W.S. Merwin, Kerry Shawn Keys i Woody Allen.
Od 1995 roku współpracuje z takimi literackimi czasopismami jak Nemunas (Niemen), Metai (Rok), Literatūra ir menas (Literatura i sztuka). Uczył języka litewskiego. Obecnie pracuje w agencji reklamowej. Mieszka w Wilnie.

## Publikacje

### Zbiory wierszy
- Ideograms (Wilno, 1999)[4].
- Būsenos (Wilno, 2005)[5][6].
- Išmokau nebūti (Wilno, 2011)[7]
- Švaraus buvimo (Wilno, 2018)[8]

### Antologie
- New European poets (Saint Paul, Minnesota, 2008) wiersze w antologii europejskich poetów młodego pokolenia[9].